# التا کینگزلی
التا کینگزلی (بنگالی: এলিটা কিংসলে؛ زادهٔ ۲۹ اکتبر ۱۹۸۹) بازیکن فوتبال اهل بنگلادش است.
وی همچنین در تیم ملی فوتبال بنگلادش بازی کرده است.